# Xã Fremont, Quận Moody, South Dakota
Xã Fremont (tiếng Anh: Fremont Township) là một xã thuộc quận Moody, tiểu bang Nam Dakota, Hoa Kỳ. Năm 2010, dân số của xã này là 274 người.